# Die purpurnen Flüsse (Roman)
Die purpurnen Flüsse (Originaltitel: Les Rivières pourpres, 1997) ist ein Roman des französischen Schriftstellers und Journalisten Jean-Christophe Grangé, der 2000 unter demselben Titel verfilmt wurde. Ferner entstand eine gleichnamige Fernsehserie in drei Staffeln 2018, 2020 und 2021 mit jeweils vier – voneinander unabhängigen – Episoden.

## Inhalt
Der Kriminalbeamte Pierre Niémans schlägt einen Hooligan krankenhausreif. Nur ein zufälliger Handyanruf seines Chefs rettet diesem kleinen Schläger das Leben. Pierre wird beauftragt, seinen Schreibtisch zu verlassen – zu dem er aufgrund seiner Gewalttätigkeit „befördert“ wurde – und in einem Mordfall zu ermitteln. Der 25-jährige Bibliothekar Rémy Caillois wurde brutal gefoltert und dann erdrosselt. Pierre fährt in die Provinz und lernt Fanny Ferreira kennen, eine sehr junge Professorin, die die Leiche während einer Kajak-Berg-Tour fand. Bei der Obduktion stellt sich heraus, dass die Augen der Leiche entfernt und die Orbita mit „saurem“ Wasser gefüllt wurden. Durch einen Umweltaktivisten wird Pierre auf den sauren Regen aufmerksam gemacht, der vor vielen Jahren fiel. Folglich steht für ihn der Tatort fest: Die Tat musste am Gletscher erfolgt sein, denn dort wird alter Regen wahrhaft konserviert. Er sucht gemeinsam mit der bergerfahrenen Fanny Ferreira den Gletscher auf und findet eine weitere Leiche. Auch dieses Opfer wurde erdrosselt und verstümmelt. Hierbei handelte es sich um Philippe Sertys, der in einer Klinik arbeitete. Wie auch Remy übte er den gleichen Beruf wie sein Vater aus, sie waren also Bibliothekar und Pfleger in zweiter Generation. Die Ermittlungen führten Eric Joisneau, einen Mitarbeiter von Pierre, zu dem Augenarzt Edmond Chernecé. Dieser bringt Eric um, um sich zu schützen. Pierre macht sich auf die Suche nach seinem vermissten Kollegen und befragt auch diesen Arzt. Erst hat er keinen Verdacht, doch als in den Augen der zweiten Leiche Glassplitter gefunden werden, verdächtigt er diesen Mediziner als nächstes Opfer. Doch Pierre kommt zu spät: Der Arzt wurde ermordet. In dessen Klinik findet er auch die Leiche seines Kollegen. Pierre findet heraus, dass Philippe Sertys ein Lagerhaus von seinem Vater geerbt hatte. Als er dieses untersucht, ist es leer, aber er findet ein kleines Notizheft mit folgenden Zeilen: „Wir sind die neuen Herren, wir sind die Sklaven. Wir sind überall, wir sind nirgendwo. Wir sind die Vermesser, wir beherrschen die Purpurnen Flüsse“.
Zeitgleich ermittelt der junge Polizist Karim Abdouf in einem anderen Bezirk eine Grabschändung. Jemand ist in die Gruft eines kleinen Jungen namens Jude Itéro eingebrochen. Sein Chef Henri Crozier vermutet, dass dies eine Tat von Rechtsradikalen sei. Karim macht sich auf den Weg zu diesen und prügelt die Informationen aus ihnen heraus. Doch sie haben nichts mit der Tat zu tun. Karim ermittelt weiter und findet heraus, dass alle Schulaufzeichnungen und auch alle Fotografien von diesem vor 14 Jahren gestorbenen Kind entwendet wurden. Er vermutet erst, dass dies von den Grabschändern veranlasst worden sei. Doch dies ist nicht der Fall. Eine Nonne namens Andrée hatte die Bilder bereits vor vielen Jahren entwendet. Über den Hinweis „Zirkus“ kommt er auf die Spur, dass es sich bei dem Kind namens Jude Itéro um ein Mädchen handelt. Karim vermutet zu Recht, dass bei dieser Täuschung die Lehrerin eine Rolle gespielt haben könnte. Diese hat die Stelle unter ihrem Geburtsnamen Pascaud angenommen, hieß aber tatsächlich Hérault. Für Karim ist klar, dass das Mädchen in Wirklichkeit Judith Hérault heißt – ein Name, der im Französischen gleich klingt wie Jude Itéro. Er sieht die Akte des Kindes ein, es starb tatsächlich in einem Verkehrsunfall. Bei diesem wurde die Leiche so zerfetzt, dass man das Geschlecht des Kindes nicht mehr bestimmen konnte. Die Leiche wurde allerdings mit einem Fingerabdruck identifiziert. Bei der Grabschändung wurde von den Skinheads ein Lada gesehen. Die Ermittlungen ergeben, dass es sich hierbei um den Wagen von Philippe Sertys handelte.
Die beiden Cops Karim und Pierre treffen aufeinander und ermitteln an ihrem gemeinsamen Fall weiter. Sie stellen fest, dass das Motiv Rache ist. Die drei Mordopfer tauschten Neugeborene aus, um das Erbmaterial der intellektuellen Universitäts-Enklave, die mit den Auswirkungen der Inzucht zu kämpfen hatte, aufzubessern. Der Austausch war die Aufgabe von Philippe Sertys. Rémys Job war, die Sitzordnung der Studenten in der Bibliothek so zu steuern, dass sich die „gen“-richtigen Paare regelmäßig „treffen / verlieben / heiraten / Kinderzeugen“ konnten. Diese Aufgabe erbten die beiden von ihren Vätern. Der Arzt kam erst nachträglich hinzu. Aber sie tauschten nicht nur die Kinder aus – sie brachten die schwächlichen Professorenkinder in der Regel auch um.
Ihre Väter wollten auch das Neugeborene der Héraults austauschen. Doch rechneten sie nicht mit Zwillingen. Sie nahmen den Austausch wie geplant mit einem Baby vor, das schwächliche Intellektuellen-Kind wurde umgebracht. Die leiblichen Eltern gingen mit ihrer Judith nach Hause, ihre Zwillingsschwester Fanny wurde von Professoren aufgezogen. Da die Héraults weit weg wohnten, bestand anfangs auch keine Gefahr. Doch die Mutter wurde als Lehrerin an die Schule von Guernon versetzt. Und so kamen Judith und Fanny in die gleiche Klasse, wo die Ähnlichkeit natürlich auffiel. Der leibliche Vater wollte den Sachverhalt klären, wurde aber ermordet, der Mord als Verkehrsunfall kaschiert. Judith und ihre Mutter flohen nach Sarzac, das Mädchen gab sich zur Tarnung als Junge aus. Doch sie erkannten, dass sie gefunden werden würden – und daher beschloss die Mutter einen verzweifelten Plan. Sie ließ mit Hilfe der Nonne Andrée alle Fotos beseitigen und inszenierte einen Verkehrsunfall, bei dem Jude / Judith angeblich gestorben ist. Hierzu verwendete sie die Leiche eines anderen Verkehrsunfallopfers. Damit diese Leiche als ihr Kind identifiziert werden konnte, trennte sie ihrer Tochter einfach ein Fingerglied ab und schob es der zerfetzten Leiche unter.
Judith kam zu Fanny. Beide Mädchen teilten sich eine Existenz. Als sie Anhaltspunkte für die Täter fanden, beschlossen sie sich zu rächen. Und sie brachten nacheinander die drei Männer bestialisch um, raubten ihnen bewusst die Augen und drapierten die Leichen so, dass zuerst ihr Spiegelbild gesehen werden würde. Sie wollten sie nicht nur umbringen, sie wollten ihnen ihre Identität rauben – so wie diese die Identität von unschuldigen Kindern geraubt hatten.
Karims Chef Henri Crozier war ebenfalls in diese Täuschung verwickelt. Über diesen findet Karim die Mutter der beiden Mädchen, von welcher er ein Foto bekommt, wo die Zwillinge zu sehen sind. Als er das Foto Pierre zeigt, wissen die Polizisten natürlich sofort, wer die Mörder sind. Für Pierre ist dies besonders schlimm, denn er hat gerade erst eine Affäre mit Fanny begonnen.
Beim Showdown ersticht Fanny Pierre. Doch dieser konnte noch auf sie schießen. Beide sterben, Pierre entkommt auf diesem Wege wenigstens der Schmach einer Mordanklage: Der Hooligan vom Anfang der Geschichte starb durch seine Schläge. Judith wird im Anschluss von Karim erschossen. Daraufhin wird ihm bewusst, dass er sich im Laufe der Ermittlungen in dieses Mädchen verliebt hat. Der Roman schließt mit den Worten „Die Dunkelheit, die sein Herz gefangen hielt, vermochte keine Sonne zu durchdringen“.

## Handelnde Personen
- Pierre Niémans: harter Bulle, ehemaliger Star des RAID, ehemaliger Kommissar der BRB, ehemaliger Mörder- und Dealerjäger – mit einem Drang zur Gewalttätigkeit, mit einer Schwäche – er hat eine Hundephobie
- Antoine Rheims: Pierre Niemans Chef der Zentralen Dienststelle
- Eric Joisneau: Kripo Grenoble – hat sein Jura-Studium in Guernon abgebrochen, um Polizist zu werden
- Rémy Caillois: Mordopfer, 25 Jahre, Chefbibliothekar an der Uni von Guernon, sein gefolterter Körper wurde in einer Felsspalte gefunden
- Sophie Caillois: Remys Frau
- Captain Roger Barnes: Chef der Gendarmerie von Guernon
- Bernhard Terpentes: Untersuchungsrichter
- Fanny Ferreira: Professorin, Sportlerin
- Vincent Luyse: der Rektor der Universität
- Marc Costes: Gerichtsmediziner
- Karim Abdouf: ehemaliger Krimineller, Mörder – nun Provinzpolizist in Sarzac, war Punk, hat mit 21 Jahren sein Jura-Studium beendet, wortkarger Kampfsportler, Einzelgänger
- Henry Crozier: Karims Chef
- Jude Itéro: dessen Grab wurde von Unbekannten geschändet
- Judith Hérault: die Zwillingsschwester von Fanny, aka Jude Itéro
- Schwester Andrée: Nonne, Fabiennes Helferin
- Philippe Sertys: das zweite Mordopfer, Hilfspfleger im Krankenhaus von Guernon
- Fabienne Hérault (geb. Pascaud): die Mutter von Fanny und Judith
- Sylvain Hérault: Fabiennes Mann und Vater von Fanny und Judith
- Dr. Edmond Chernecé: Augenarzt

## Ausgaben
- Jean-Christophe Grangé: Die purpurnen Flüsse. Thriller („Les rivières pourpres“). Neuauflage Bechtermünz Verlag, Augsburg 2001, ISBN 3-8289-0436-X (übersetzt von Barbara Schaden).
- Jean-Christophe Grangé: Les rivières pourpres. Michel, Paris 2000, ISBN 978-2-226-12034-2.
- Jean-Christophe Grangé: Die purpurnen Flüsse. Hörbuch. Gekürzte Fassung. Lübbe Audio, Bergisch Gladbach 2006, ISBN 978-3-404-77076-2 (6 CDs, gelesen von Joachim Kerzel).